# Donarquelle (Geismar)

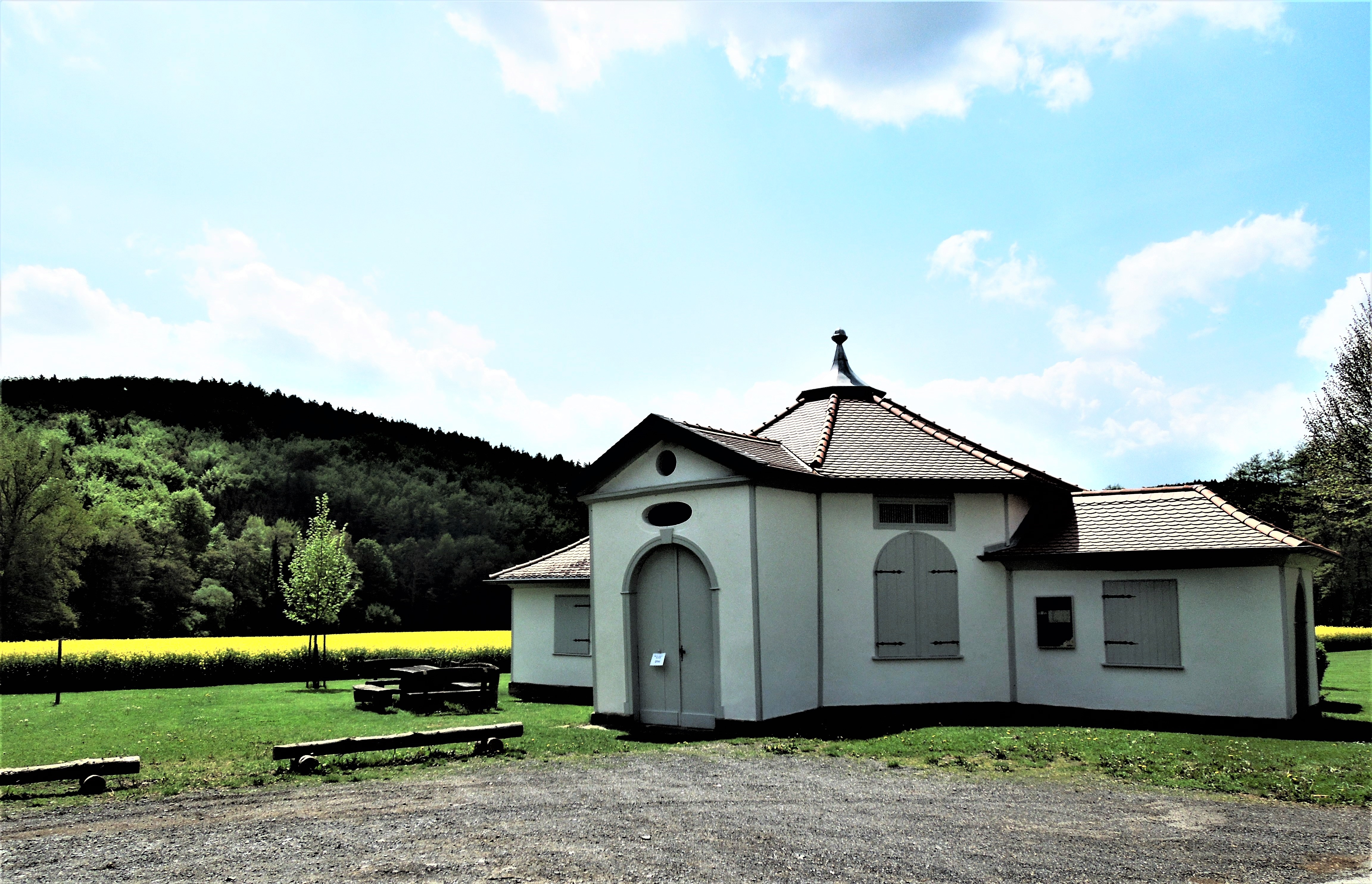
Das Brunnenhaus, 2017

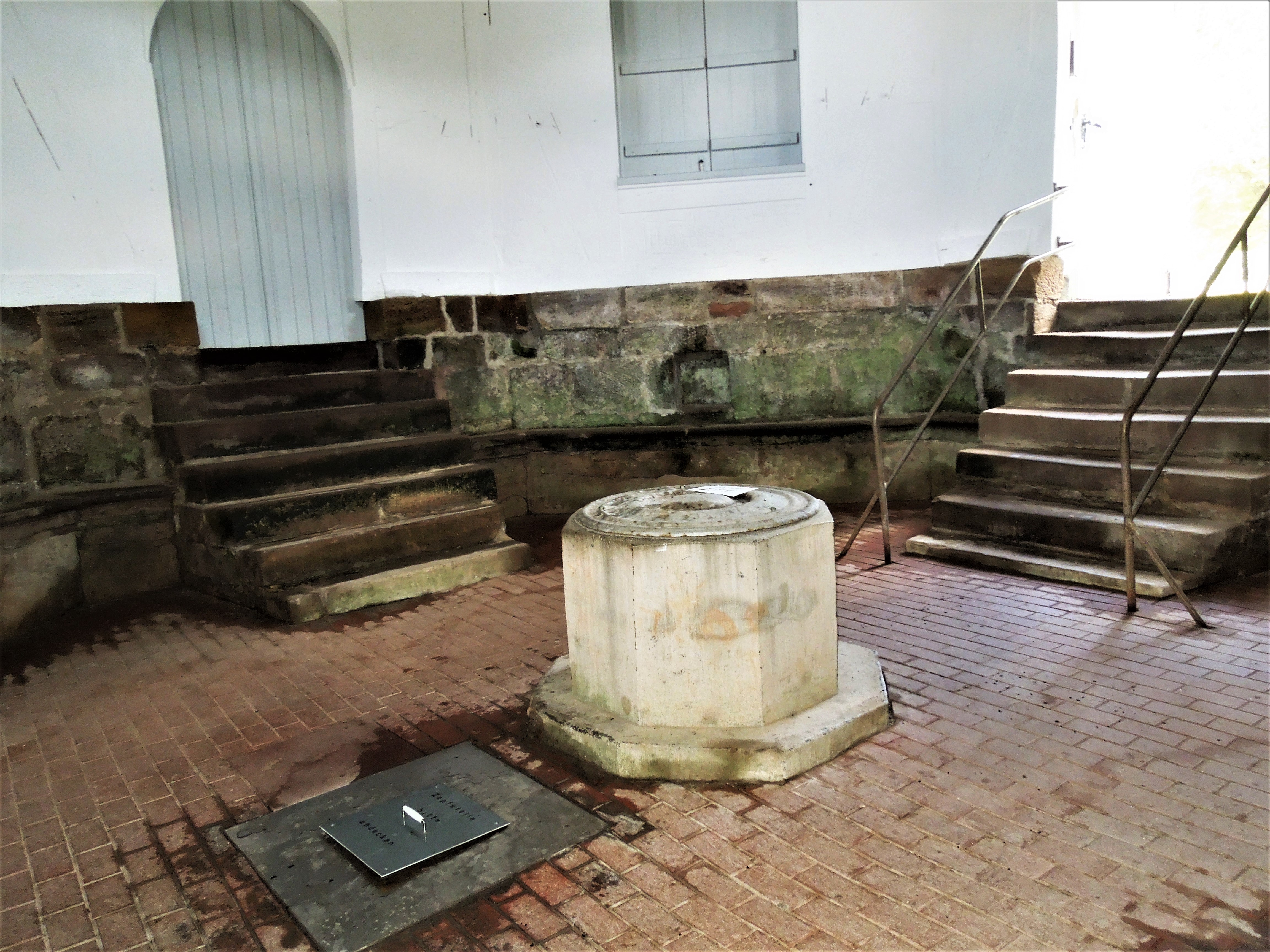
Innenraum der Brunnenhalle, 2017

Die Donarquelle, wegen des eisenhaltigen und säuerlichen Geschmacks ihres Wassers auch „Sauerbrunnen“ genannt, ist eine Mineralquelle nordwestlich des Fritzlarer Stadtteils Geismar im nordhessischen Schwalm-Eder-Kreis. Sie befindet sich im gewundenen Tal der Elbe auf 191 m über NHN an der Landesstraße L 3214 nach Züschen, kurz vor der ehemaligen Grenze zwischen der Landgrafschaft Hessen und der Grafschaft Waldeck.

## Die Quelle
Sie gehört zu den erdigen Säuerlingen, die in den Randstaffelzonen zwischen dem Kellerwald und der Niederhessischen Senke auftreten und das paläozoische Grundgebirge und das jüngere Deckgebirge durchfließen. Die Quelle dient heute als öffentliche Zapfstelle zur Trinknutzung. Etwaige Braunfärbung des Wassers ist auf dessen natürlichen Eisengehalt zurückzuführen.
Die Quelle schüttet heute 2–3 Liter pro Minute aus. Ihr Wasser enthält 1730 Milligramm/Liter Kohlenstoffdioxid (Kohlensäure).
An Mineralstoffen enthält es (in Milligramm pro Liter):
Kationen:
- Natrium 131 mg/l
- Calcium 277 mg/l
- Magnesium 101 mg/l
- Kalium 13,3 mg/l
- Eisen 5 mg/l

Anionen:
- Fluorid 0,2 mg/l
- Sulfat 260 mg/l
- Hydrogencarbonat 1120 mg/l

## Geschichte
Das Kalendarium des St. Petri-Stifts in Fritzlar verzeichnet im Jahre 1360 Äcker, die am „heiligenburn“ gelegen waren. Noch bis in die frühe Neuzeit hielt sich die Bezeichnung Heiligenbrunnen: heiligenborn (1368), heilgenborn (um 1390 und um 1450). Später nannte man sie „surborn“, „sawerborne“ und „saurnnborn“ (1579). Schließlich erhielt sie, wohl aus Vermarktungsgründen, den Namen „Donarquelle“.
Die Einwohner der Gegend nutzten die Quelle schon seit Urzeiten, und bereits im späten Mittelalter wurde sie „curmäßig“ genutzt. 1705–1710 wurde der Brunnen neu gefasst, mit Quadersteinen im Geviert umgeben und mit einer steinernen Bank versehen. Um 1750 wurde die Qualität des Wassers nachgewiesen; die Quelle erfuhr in medizinischen Fachkreisen Beachtung und wurde dann, bei regelmäßiger wissenschaftlicher Untersuchung, zur Behandlung verschiedener Krankheiten empfohlen.
Im Jahre 1768 erstattete der Brunnenmediziner Ph. Otto Cunz aus Kassel einen detaillierten Bericht an Landgraf Friedrich II. von Hessen-Kassel, woraufhin in den Folgejahren auf obrigkeitliche Veranlassung eine Anzahl baulicher Verbesserungen vorgenommen wurde.

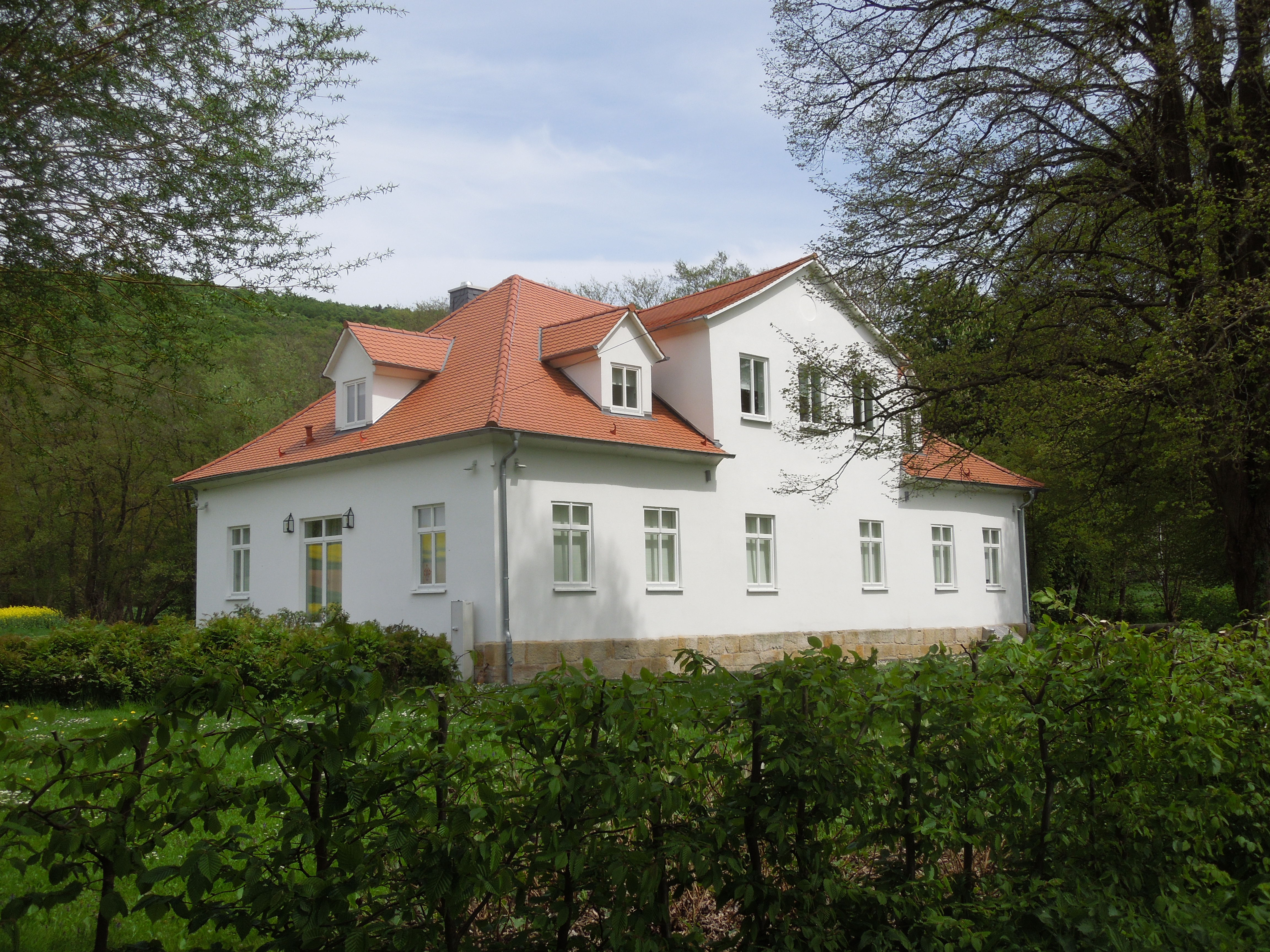
Das ehemalige Gasthaus an der Donarquelle

Zunächst erfolgte 1769 eine Ausgrabung des Brunnenschachts bis auf etwa 3 m Tiefe, eine bessere Brunneneinfassung, die Errichtung eines Schutzdaches und die Anlage eines Abzugkanals. 1778 veröffentlichte Conrad Moench in Kassel seine Beschreibung und chymische Untersuchungen des Dorf Geißmarischen Mineral-Brunnens. Von 1777 bis 1782 wurden zusätzliche Verbesserungen vorgenommen, angefangen mit einer weiteren Neufassung des Brunnens. 1780/81 folgte der Bau der noch heute bestehenden achteckige Brunnenhalle aus verputztem Fachwerk und eines nördlich gegenüberliegenden Gasthauses mit Badelokal, Badewannen und Wirtschaftsgebäude. Das Umfeld wurde mit Bäumen und Ziersträuchern bepflanzt, um den meist in Geismar und Züschen nächtigenden Gästen ihren Aufenthalt angenehmer zu gestalten. Kriegsveteranen wurden als Brunnenmeister eingesetzt und erhielten eine Siegelgebühr pro ausgegebener Flasche Wasser, sowie freie Wohnung und freien Betrieb der neben der Quelle im Gasthaus gelegenen Schankwirtschaft.
Das Wasser wurde auch versandt – schon 1787 wird berichtet, dass erhebliche Mengen in versiegelten Flaschen verschickt wurden – und nicht nur innerhalb Deutschlands. Die Gesamtausgabe stieg in der Zeit um 1850 auf 8–10.000 Flaschen jährlich, in Bocksbeutel-Flaschen mit dem Siegel “Wasser * Dorfgeismar” und später in Tonflaschen mit dem Wachssiegel „Gesundbrunnen Dorfgeismar“, beide jeweils mit dem hessischen Löwen versehen. Das Quellwasser wurde in seinem natürlichen Zustand unter möglichstem Luftabschluss abgefüllt, um eine Eisenabscheidung zu vermeiden. Auch eine überdachte Tanzfläche wurde östlich neben dem Brunnenhaus eingerichtet; im Sommer wurde Tanzmusik geboten, und die Bewohner der Umgebung fanden hier ihr Vergnügen. Dies blieb so bis in die 1960er Jahre.
1906 – die Quelle war inzwischen in Privatbesitz an eine „Donarquelle GmbH“ übergegangen und der Brunnenschacht war 1901 noch einmal neu gefasst worden – kaufte die Fürstlich Waldeckische Domanialverwaltung die Quellenrechte und das Brunnenhaus, von der es 1942 an die Verwaltung des Staatsbades Bad Wildungen bzw. dessen Wasserwerk und von dieser zuletzt 1976 an die Bad Wildunger Kraftwagenverkehrs- und Wasserversorgungsgesellschaft kam. In deren Zeit wurde das Ausflugslokal geschlossen und die Brunnenanlage erheblich vernachlässigt. Ein Angebot an die Stadt Fritzlar im Jahre 1995, die Quelle zu erwerben, führte zu nichts.
Von Mai 2006 bis 2008 war die Brunnenanlage wegen Baufälligkeit für jeglichen Zugang gesperrt. Dann bildete sich der Förderverein Sauerbrunnen Geismar, der die Anlage erwarb, reparierte und der Öffentlichkeit wieder zugänglich machte. Nach weiteren acht Jahren mehrheitlich auf freiwilliger Basis durchgeführten Restaurations- und Renovierungsarbeiten wurde die Anlage am 27. November 2016 neu eröffnet.